# Har Nes
Har Nes (hebreiska: הר נס) är ett berg i Israel.   Det ligger i distriktet Södra distriktet, i den södra delen av landet. Toppen på Har Nes är 960 meter över havet.
Terrängen runt Har Nes är huvudsakligen kuperad, men åt nordost är den platt. Runt Har Nes är det ganska glesbefolkat, med 42 invånare per kvadratkilometer. Det finns inga samhällen i närheten. Trakten runt Har Nes är ofruktbar med lite eller ingen växtlighet.